# Гуадиаро
Гуадиаро (исп. Río Guadiaro) — река в испанских провинциях Кадис и Малага в автономном сообществе Андалусия. Река течёт в южном направлении со склонов Сиерра-Бермеха, протекает по западной границе национального парка Сиерра-де-Грасалема, впадает в Средиземное море у Сан-Роке. Является одной из немногих рек Коста-дель-Соль, образующих марши. В эстуарии реки создан заповедник площадью 27 га.